# فرانسوا لوته
فرانسوا لوته (بالفرنسية: François Lotte)‏ هو صانع آلة موسيقية ‏ فرنسي، ولد في مايو 1889 في Mirecourt ‏ في فرنسا، وتوفي بنفس المكان في 1970.